# کلی یانگ
کلی یانگ (به انگلیسی: Kelly Yang) نویسنده آسیایی آمریکایی ادبیات بزرگسالان و کودکان است. او برنده جایزه ادبیات آسیا/اقیانوسیه آمریکا در سال ۲۰۱۹ و دارای مدال طلای داستان برگزیده والدین در سال ۲۰۱۸ است. وی این جایزه را را برای کتابش متل کالیویستا بدست آورد. کتابی بر اساس تجربیات او به عنوان یک کودک ۱۰ ساله که در کسب و کار متل با خانواده‌اش کار می‌کرد.

## زندگی‌نامه
کلی یانگ در هنگ کنگ به دنیا آمد و در جوانی به همراه خانواده‌اش به ایالات متحده آمریکا مهاجرت کرد. او چندین نمرات را رها کرد و در ۱۳ سالگی به دانشگاه کالیفرنیا، برکلی رفت و با مدرک لیسانس در علوم سیاسی فارغ‌التحصیل شد. او سپس به دانشکده حقوق هاروارد رفت و در سن ۲۰ سالگی فارغ‌التحصیل شد.
یانگ از سال ۲۰۱۰ تا ۲۰۱۸ به عنوان رمان‌نویس برای ساوت چاینا مورنینگ پست در هنگ کنگ خدمت کرد و همچنین یک برنامه نوشتن بعد از مدرسه برای کودکان به نام پروژه کلی یانگ را تأسیس کرد.
اولین کتاب یانگ، میز جلو بود، که در سال ۲۰۱۸ منتشر شد، برای کودکان و نوجوانان است و بر اساس تجربه او از کمک به والدینش در مدیریت متل‌ها در حین رشد است. به دنبال آن دو کتاب، سه کلید در سال ۲۰۲۰ و اتاقی در رؤیا در سال ۲۰۲۱ را نوشت. کتاب چتر نجات درباره بزرگسالان جوان دربارهٔ سوء رفتار جنسی در یک دانشگاه خصوصی نخبه و بر اساس تجربیات خودش در دانشکده حقوق هاروارد است.

## زندگی شخصی
یانگ سه فرزند دارد. او زمان خود را بین سان فرانسیسکو و هنگ کنگ می‌گذراند.